# Regius Professor of Military Surgery (Edinburgh)
Der Regius Professor of Military Surgery war eine 1806 durch Georg III. gestiftete Regius Professur für Wehrmedizin an der University of Edinburgh. Der Lehrstuhl wurde während der Napoleonische Kriege auf der Iberischen Halbinsel eingerichtet.
John Thomsons Ernennung zum Regius Professor, 1806, wurde von vielen als Belohnung für seine politische Unterstützung der Whig-Partei angesehen.:211 Dabei wurden seine ausgezeichneten Fähigkeiten übersehen. Zeitgenössische Information deutet an, dass sein Kurs in Wehrmedizin seine Vorlesungen als Professur für Chirurgie des College of Surgeons in Edinburgh ergänzte, wo er seit 1804 unterrichtete.:211 Damit deckte er alle Akspekte der militärischen Chirurgie, Medizin und Hygiene ab.:211 Auch wenn sein Amtsnachfolger George Ballingall gegenüber einer königlichen Kommission andeutete, Thomson habe einen in irgendeiner Art unzureichenden Kurs gehalten, so war das offensichtlich nicht der Fall, obwohl Thomson kein gelernter Wehrmediziner war.:211 Aus Aufzeichnungen von Studenten ca. 1810 geht hervor, dass sich der Chirurgie-Kurs und der wehrmedizinische Kurs kaum überschnitten.:211 Erst 1816/17 kombinierte Thomson die beiden Fächer in einem Kurs.:211
Thomson galt allgemein als der gelehrteste Arzt in Schottland und hatte früher auch Chemie unterrichtet.:212 Seine Lectures on Inflammation (Vorlesungen zu Entzündungen) galten damals als Klassiker und sein Life of Cullen  (einer Biographie von William Cullen) gilt bis heute als eines der besten Werke zu dem großen Mediziner des späten 18. Jahrhunderts.:212 Nach dem Tod von James Gregory, 1821, zog sich Thomson von der College-Professur für Chirurgie zurück und bewarb sich um den Lehrstuhl für Medizin (Chair of Physic).:212 Er wurde aus rein politischen Gründen abgelehnt. 1822 zog sich Thomson von der Professur zurück.
Sein Nachfolger, George Ballingal, begann trotz erheblicher Widerstände von Kollegen der medizinischen Fakultät, das Fach auszubauen. Aus einem Prospekt von 1824 geht hervor, dass er plante, einen verständlicheren, praktischeren Kurs anzubieten, als dies sein Vorgänger getan hatte.:212 Er diskutierte die Geschichte und Fortschritte der Wehrmedizin und befasst sich mit der Gesunderhaltung von Soldaten sowie mit den Auswahlmethoden für Rekruten.:212 Im ersten Teil des Kurses behandelte er die Unterbringung von Truppen und die gesundheitsrelevanten Faktoren sowohl in Großbritannien, als auch im Ausland.:212 Im zweiten Teil des Kurses wurden typische Krankheiten und Verletzungen behandelt, die mit der Tätigkeit des Soldaten einhergingen.:212
1851 wurde ein weiterer Lehrstuhl für Wehrmedizin eingerichtet, der Regius Professor of Military Surgery am Trinity College Dublin. Dort wurde Thomas Jolliffe Tufnell zum Professor ernannt.
Obwohl der Lehrstuhl in Edinburgh zahlreiche Studenten zur Aufnahme einer Karriere als Militärärzte, in der Marine des Landes oder in der Britischen Ostindien-Kompanie animierte, wurde die finanzielle Unterstützung des Lehrstuhls kurz nach dem Tod Ballingals aufgegeben und die Position wurde nicht mehr besetzt. 1860 wurde auch der Lehrstuhl in Dublin aufgelöst.

## Inhaber
| Name                      | Namenszusatz                                       | von  | bis  | Anmerkung |
| ------------------------- | -------------------------------------------------- | ---- | ---- | --- |
| John Thomson:3            |                                                    | 1806 | 1822 | |
| George Ballingall:3       | M.D., F.R.S.E., F.R.C.P.E., F.R.C.S.E., F.S.A.Scot | 1822 | 1855 | Ballingal hatte an der University of St. Andrews studiert und sich als Assistent an der University of Edinburgh in der Anatomie weitergebildet. 1806 wurde er Assistenz-Chirurg der 1st Royals. Mit dieser Einheit diente er einige Jahre in Indien. Nachdem er 1822 den Lehrstuhl übernommen hatte, entwickelte er das Fach für über dreißig Jahre unermüdlich weiter, untersuchte die Krankheitsverläufe von Europäern in Indien und die Richtlinien für die Errichtung von Hospitälern. Anlässlich der Thronbesteigung Wilhelm IV. wurde er geadelt. |
| Unterstützung eingestellt |                                                    |      |      | |